# Владимир Макогонов
Владимир Андреевич Макогонов е съветски шахматист от азербайджански произход, гросмайстор от 1987 г.

## Биография
Роден е в Нахичеван, но прекарва по-голямата част от живота си в Баку. Става международен майстор през 1950 г. и е награден с почетно гросмайсторско звание през 1987 г. Макогонов никога не става известен извън Съветския съюз, но е много уважаван в родината си като състезател и треньор. Той е един от най-силните шахматисти през 40-те години на 20 век: Chessmetrics изчисляват, че неговия най-висок исторически рейтинг е 2735 през октомври 1945. Той е петкратен шампион на Азербайджан от 1947 до 1952  и участва в осем първенства на Съветския съюз, с най-добър резултат – 4-то място през 1937 и поделено четвърто място през 1939 г. Забележителните му турнирни резултати включват поделено трето място на Ленинград-Москва (1939) зад Сало Флор и Самуел Решевски и второ място в Свердловски (1943) зад Михаил Ботвиник, но пред Василий Смислов и Исак Болеславски. През 1942 г. побеждава Сало Флор в мач от днанайдесет партии, проведен в Баку и с краен резултат 7,5:4,5. Играе на девета дъска на радио мача СССР-САЩ през 1945 г., побеждавайки Абрахам Купчик с 1,5:0,5. Спира активната си състезателна кариера през 50-те години на 20 век. Почива на 2 януари 1993 г. на възраст от 89 години.
Като състезател Макогонов е забележителен със своята позиционна игра. Автор е на няколко допълнения към теорията на дебютите. Има вариант Макогонов в Староиндийска защита (1.d4 Kf6 2.c4 g6 3.Kc3 Og7 4.e4 d6 5.h3) и защита Грюнфелд (1.d4 Kf6 2.c4 g6 3.Kc3 d5 4.Kf3 Og7 5.e3 0-0 6.b4). Помага за развитието на системата Тартаковер в система Бондаревски или система ТМБ на руски език.
Макогонов също е много известен с треньорската си работа. Той помага на Василий Смислов да се подготви за мача си с Михаил Ботвиник на световното първенство през 1957 г. Тренира Владимир Багиров и Генрих Чепукайтис, а след препоръка на Ботвиник, става един от първите учители на младия Каспаров. Неговият брат Михаил Макогонов (1900-1943), също е шахматист; двамата поделят първо място на първия шампионат на Баку през 1923 г. 